# Viola guangzhouensis
Viola guangzhouensis A.Q.Dong, J.S.Zhou & F.W.Xing – gatunek roślin z rodziny fiołkowatych (Violaceae). Występuje endemicznie w Chinach – w prowincji Guangdong. 

## Morfologia
PokrójBylina dorastająca do 10–30 cm wysokości, tworzy kłącza i rozłogi.
LiścieBlaszka liściowa ma kształt od owalnego do owalnie trojkatnego. Mierzy 1–2,3 cm długości oraz 0,5–1 cm szerokości, jest ząbkowana na brzegu, ma sercowatą nasadę i ostry wierzchołek. Ogonek liściowy jest nagi i ma 1–4 cm długości. Przylistki są równowąsko lancetowate i osiągają 6–8 mm długości.
KwiatyPojedyncze, wyrastające z kątów pędów. Mają działki kielicha o owalnie lancetowatym kształcie i dorastające do 5–6 mm długości. Płatki są od odwrotnie jajowatych do podługowatych, mają biało-purpurową barwę oraz 12–14 mm długości, dolny płatek jest łyżeczkowaty, mierzy 12 mm długości, z purpurowymi żyłkami, posiada obłą ostrogę o długości 1-2 mm.
OwoceTorebki mierzące 5-6 mm długości, o elipsoidalnym kształcie.

## Biologia i ekologia
Rośnie na terenach skalistych. 